# Пройсль, Карл
Карл Происль (9 июля 1911 года, Трайсен, Австрия — 2 декабря 1949 года, Белград, Сербия) — бывший австрийский спортсмен спринт каноист. Принимал участие в международных соревнованиях в 1930 годах. Участвовал в соревнованиях по гребле на байдарках и каноэ на летних Олимпийских играх 1936.

## Спортивные достижения
Карл Пройсль в 1936 году на летних Олимпийских играх в Берлине завоевал две медали со своим партнером Рупертом Вайнштаблем, серебряную медаль в дисциплине С-2 1000 м и бронзовую медаль в дисциплине К-2 10000 м.
В 1938 году Пройсль также завоевал две медали в соревнованиях по спринту на байдарках и каноэ на чемпионате мира в Ваксхольме, включая золотую медаль в дисциплине С-2 1000 м и серебряную медаль в дисциплине С-2 10000 м. Выступал за Германию, потому что она к этому времени аннексировала Австрию.
Пройсль выиграл чемпионаты Германии по гребле на каноэ в одиночку (более 1000 метров) с 1939 по 1941 год, а также чемпионаты по гребле с партнёром Вайнштаблем (более 10000 метров) в 1938, 1940 и 1941 годах.
По данным его родной общины Трайзен, Карл Пройсль был гауптманом охранной полиции во время Второй мировой войны и умер в югославском плену в 1949 году. По словам спортивного функционера ГДР Фолькера Клюге, Просль был приговорен югославским военным трибуналом к смертной казни и казнен.